# NRAM
Nanotube-based, Nano-RAM oder auch NRAM ist der Name einer Halbleiterspeichertechnik. Sie wurde von Thomas Rückes bei der Firma Nantero in Woburn entwickelt.
Die Technik zeichnet sich dadurch aus, dass Nanoröhren aus Kohlenstoff zum Speichern von Daten verwendet werden. Sie beruht darauf, dass die Röhrchen ihre Form oder Ausrichtung beim Anlegen einer Spannung verändern, was ihren elektrischen Widerstand verändert und dadurch eine Funktion wie bei einem Speichertransistor gegeben ist. Da die Röhrchen diese veränderte Form/Richtung auch beibehalten, wenn die Spannung wieder weggenommen wird, zählt diese Speichertechnologie zu den nichtflüchtigen Speichern.

## Geschichte
Im Jahr 2005 wurde NRAM als universeller Speicher angeboten, und Nantero sagte voraus, dass der Speicher bis Ende 2006 in Produktion gehen würde. Im August 2008 erwarb Lockheed Martin eine Exklusivlizenz für Regierungsanwendungen des geistigen Eigentums von Nantero.
Anfang 2009 verfügte Nantero über 20 US-Patente und hatte 47 Mitarbeiter beschäftigt. Es befand sich noch in der Entwicklungsphase des Speichers. Im Mai 2009 wurde eine strahlenresistente Version von NRAM auf der Mission STS-125 des US Space Shuttle Atlantis getestet.
Im November 2012 wurde eine Finanzierungsrunde und eine Zusammenarbeit mit dem belgischen Forschungszentrum imec angekündigt wurde. Nantero sammelte in der Serie-D-Runde im November 2012 insgesamt über 42 Millionen US-Dollar ein. Zu den Investoren gehörten Charles River Ventures, Draper Fisher Jurvetson, Globespan Capital Partners, Stata Venture Partners und Harris & Harris Group. Im Mai 2013 schloss Nantero die Serie D mit einer Investition von Schlumberger ab. EE Times listete Nantero als eines der „10 Top-Startups, die man 2013 im Auge behalten sollte“.
Am 31. August 2016 wurde bekannt, dass zwei Fujitsu-Halbleiterunternehmen die NRAM-Technologie von Nantero mit einer gemeinsamen Entwicklung von Nantero und Fujitsu zur Herstellung von Chips lizenzierten. Die Produktion wurde für 2018 angekündigt, ist aber mit Stand 2024 nicht auf dem Markt verfügbar. Die Chips sollen mehrere tausend Mal schneller wiederbeschreibbar sein und viele tausend Mal mehr Wiederbeschreibungszyklen haben als eingebettete Flash-Speicher.